# الجمعية الوطنية لكشافة غينيا
الجمعية الوطنية لكشافة غينيا هي جمعية الكشافة الوطنية في غينيا، أصبح عضوا في المنظمة العالمية للحركة الكشفية للمرة الأولى في عام 1990 والمرة الثانية في عام 2005، بعد فترة انقطاع في العضوية. تأسست الحركة الكشفية رسميا في عام 1984. الجمعية لديها 10592 عضوا (اعتبارا من 2008).
الجمعية الوطنية لكشافة غينيا تتكون من عدة جمعيات فرعية، من بينها الجمعية الكاثوليكية لكشافة غينيا.